# Elaphoglossum tripartitum
Elaphoglossum tripartitum är en träjonväxtart som först beskrevs av William Jackson Hooker och Grev., och fick sitt nu gällande namn av John T. Mickel. Elaphoglossum tripartitum ingår i släktet Elaphoglossum och familjen Dryopteridaceae. Inga underarter finns listade.